# Глушковка (Харьковская область)
Глушковка (укр. Глушківка) — село,
Глушковский сельский совет,
Купянский район,
Харьковская область, Украина.
Код КОАТУУ — 6323781001. Население по переписи 2001 года составляет 880 (401/479 м/ж) человек.
Является административным центром Глушковского сельского совета, в который, кроме того, входит село
Колесниковка.

## Географическое положение
Село Глушковка находится в 2-х км от Оскольского водохранилища (левый берег),
выше по течению на расстоянии в 1 км расположено село Новоосиново,
ниже по течению примыкает село Колесниковка,
на противоположном берегу — село Пристен.
От водохранилища село отделяет лесной массив.
Вдоль села протекает небольшая речка Сыно-Братовая с небольшой запрудой.
Рядом проходит железная дорога, в 2-х км станция Глушковка.

## История
- 1460 — дата основания.

## Экономика
- Молочно-товарная и птице-товарная фермы.
- Детский оздоровительный лагерь «Сосновый».
- Южная часть Купянского месторождения строительного песка.
- Сельскохозяйственное ООО «Мрия».

## Объекты социальной сферы
- Школа.

## Достопримечательности
- Вблизи Глушковка обнаружены остатки неолитического поселения (IV тысячелетие до н. э.)[1].
- Братская могила советских воинов. Похоронено 15 воинов.

## Известные люди
В 1948 году трём колхозникам глушковского колхоза им. Чапаева было присвоено звание Героя Социалистического Труда — Глушко М. Л., Кардаш А. И., Мовмига Н. Д..
Уроженцем села является Герой Социалистического Труда, Лауреат Государственной премии СССР Лапай В. Г.